# ليو هارينجتون
ليو هارينجتون (بالإنجليزية: Leo Harrington) هو رياضياتي وفيلسوف أمريكي، ولد في 17 مايو 1946.